# Friedrich Christian von Haven
Pour les articles homonymes, voir Haven.
Friedrich Christian von Haven, né le 26 juin 1728 à Vester Skerninge et mort le 25 mai 1763 à Mokha (Yémen), est un philologue, théologien et explorateur danois.

## Biographie
Frederik von Haven est né le 26 juin 1728 dans le presbytère de Vester Skerninge sur l'île danoise de Fionie, où son père Lambert von Haven est prêtre. Il est baptisé le 3 juillet dans l'église Notre-Dame d'Odense. Sa mère se nomme Maren (née Wielandt). Il a trois sœurs et restera très proche de Pernille Elisabeth von Haven, qui ne s'est jamais mariée.
Son père meurt en 1738 et laisse la famille dans des difficultés financières. Avec l'aide de parents, Frederik van Haven étudie à l'école de la cathédrale d'Odense, puis apprend la théologie à l'université de Copenhague. Il obtient son diplôme de maîtrise en 1750 et reçoit une bourse qui lui permet de se rendre à Göttingen pour poursuivre ses études. Il est alors élève de Johann David Michaelis.
Michaelis, qui étudiait la Bible d'un point de vue historique et linguistique, l'engage pour une expédition au Yémen parrainée par le roi Frédéric V. À l'origine, Michaelis avait prévu d'envoyer des missionnaires de la colonie danoise de Tranquebar, mais décide finalement d'envoyer des savants. Von Haven est ainsi choisi. Il part à la fin de 1759 et reste à l'étranger environ un an. En son absence, les autres membres de l'expédition sont nommés par Michaelis et le ministre des Affaires étrangères, Johann Hartwig Ernst von Bernstorff : le botaniste Peter Forsskål, élève de Linné, le mathématicien et astronome Carsten Niebuhr, le graveur et miniaturiste Georg Wilhelm Baurenfeind, et le médecin Christian Carl Kramer.
Lorsque von Haven revient à Copenhague, il est nommé à un poste de professeur, tout comme Forsskål. Le 4 janvier 1761, les membres de l'expédition montent à bord du navire de guerre Grønland, qui doit les emmener à Constantinople. Cependant, le mauvais temps force le navire à retourner plusieurs fois à Helsingør. Von Haven et une grande partie de l'équipage tombent malades, car l'eau potable s'est rapidement corrompue. Le 11 février, le navire est contraint une fois de plus de retourner à Helsingør et von Haven décide de se rendre par voie terrestre à Marseille et de rejoindre l'expédition à partir de ce port. Son journal montre qu'il s'est minutieusement préparé. Par exemple, il a regardé le professeur Kratzenstein à Copenhague faire des moulages en plâtre d'inscriptions et montrer comment il a coupé un bloc de marbre inscrit. En outre, il achète des livres et écrit à des personnes considérées comme des autorités en matière d'histoire, de culture et de langue arabes.
Il arrive à Marseille le 8 mai et rejoint les autres membres de l'expédition sur le Grønland à son arrivée le 13 mai. Le 3 juin, le navire quitte Marseille pour Constantinople. Sur le chemin, von Haven et Forsskål ont un désaccord majeur qui va affecter toute l'expédition. Dans son journal, von Haven décrit cette dispute comme une discussion mineure résultant du mécontentement de Forsskål à l'égard des capacités savantes de Kramer ; il écrit que Forsskål a quitté la cabine, incapable de répondre. À Constantinople, von Haven achète quelques paquets d'arsenic, faisant craindre à ses collègues qu'il ait l'intention de les empoisonner ; ils écrivent à Bernstorff et au consul danois à Constantinople, von Gähler, pour le faire retirer de l'expédition. L'effort est vain, et dans son journal von Haven ne consacre pas un seul mot à l'épisode.
Le 26 septembre, l'expédition arrive à Alexandrie en Égypte. Là et au Caire, von Haven effectue la grande majorité des achats de manuscrits qui font partie de ses fonctions professionnelles pendant le voyage. Ils séjournent un an en Égypte et, entre le 6 et le 25 septembre 1762, avec Carsten Niebuhr voyagent au Sinaï, où ils doivent inspecter quelques inscriptions et visiter le Monastère Sainte Catherine du mont Sinaï, qui est réputé pour avoir une grande bibliothèque de manuscrits rares. Cependant, ils s'ont égarés par leurs guides arabes et n'ont ainsi pas pu voir les inscriptions. Ensuite, les moines refusent de les laisser entrer dans le monastère car ils n'ont pas de lettre du patriarche de l'Église orthodoxe grecque en ce sens. Von Haven envoie un rapport de cet échec à Bernstorff. Bernstorff n'est pas satisfait de la réponse et répond qu'il s'attendait à de meilleurs résultats, mais comme le courrier entre le Danemark et l'Égypte est lent, sa lettre n'est arrivée que longtemps après la mort de von Haven.
L'expédition s'est ensuite poursuivie sur un navire arabe à travers la mer Rouge et le 29 décembre arrive au port de Loheia (en) au Yémen. De là, ils voyagent par voie terrestre jusqu'à la ville de Mokha, s'arrêtant en chemin dans la ville désertique de Bait al Faqih. À ce stade, la plupart d'entre eux sont malades. Il a été établi plus tard qu'ils avaient le paludisme, mais ils croyaient que ce n'était qu'un simple rhume. La maladie s'est aggravée. Lorsqu'ils atteignent Mokha, von Haven est si malade qu'il doit rester au lit. Von Haven se rend compte de la gravité de sa maladie. Dans l'après-midi du 25 mai, d'une main mal assurée, il écrit la dernière entrée de son journal de voyage : « 25 mai 1763, matin : après midi Dieu m'a donné, je crois, une fin bénie. Je suis né le 26 juin 1728. » Il est enterré dans le cimetière chrétien de Mokha. L'emplacement de la tombe n'est pas connu.

## Résultats scientifiques
Von Haven a acheté 116 manuscrits, qui ont été donnés à la Bibliothèque royale danoise, où ils se trouvent toujours (2023). Ils comprennent des textes historiques, géographiques et linguistiques, ainsi que de la poésie en arabe et en hébreu. Il existe sept Bibles hébraïques. Entre autres, le théologien d'Oxford Benjamin Kennicott les a utilisés dans la préparation de son édition critique faisant autorité de l'Ancien Testament. 

## Récit de l'expédition
L'expédition est aujourd'hui principalement connue par le récit romancé qu'en a fait l'écrivain Thorkild Hansen, où von Haven apparait sous un jour peu glorieux :  désinvolte, vaniteux, égoïste, lâche et paresseux. Des extraits inédits du journal de voyage de von Haven figurent dans ce roman.

## Honneur
Le Lepidochrysops haveni (en), un papillon, a été nommé en son honneur.